# Frétoy-le-Château
Frétoy-le-Château ist eine französische Gemeinde mit 264 Einwohnern (Stand: 1. Januar 2022) im Département Oise in der Region Hauts-de-France (vor 2016 Picardie). Sie gehört zum Kanton Noyon (bis 2015 Guiscard) und zum Gemeindeverband Pays Noyonnais. 

## Geografie
Frétoy-le-Château liegt im Pays Noyonnais etwa 45 Kilometer nordnordöstlich von Compiègne am Canal du Nord. Umgeben wird Frétoy-le-Château von den Nachbargemeinden Libermont im Norden, Fréniches im Nordosten, Muirancourt im Osten und Südosten, Bussy im Süden, Campagne im Südwesten, Beaulieu-les-Fontaines im Westen sowie Ercheu im Nordwesten.

## Bevölkerungsentwicklung
| Jahr                      | 1962 | 1968 | 1975 | 1982 | 1990 | 1999 | 2006 | 2013 |
| ------------------------- | ---- | ---- | ---- | ---- | ---- | ---- | ---- | ---- |
| Einwohner                 | 153  | 170  | 167  | 201  | 209  | 193  | 202  | 267  |
| Quelle: Cassini und INSEE |      |      |      |      |      |      |      |      |

## Sehenswürdigkeiten

Kirche Notre-Dame

- Kirche Notre-Dame
- altes Schloss